# Mołdawia na Letnich Igrzyskach Olimpijskich 2020
Mołdawia na Letnich Igrzyskach Olimpijskich 2020 – występ kadry sportowców reprezentujących Mołdawię na igrzyskach olimpijskich, które odbyły się w Tokio w Japonii, w dniach 23 lipca-8 sierpnia 2021 roku.
Reprezentacja Mołdawii liczyła 20 zawodników (11 kobiet i 9 mężczyzn), którzy wystąpili w 8 dyscyplinach.

## Zdobyte medale
| Medal | Zawodnik           | Dyscyplina  | Konkurencja | Rezultat | Data       |
| ----- | ------------------ | ----------- | ----------- | -------- | ---------- |
| Brąz  | Siergiej Tarnowski | kajakarstwo | C-1 1000 m  | 4:06,069 | 7 sierpnia |

## Reprezentanci

### Judo
Mężczyźni
| Konkurencja | Zawodnik      | 1/32             | 1/16                | 1/8              | Ćwierćfinał      | Półfinał         | Repasaż          | Finał/BM         | Finał/BM | Źródło      |
| Konkurencja | Zawodnik      | Przeciwnik Wynik | Przeciwnik Wynik    | Przeciwnik Wynik | Przeciwnik Wynik | Przeciwnik Wynik | Przeciwnik Wynik | Przeciwnik Wynik | Pozycja  | Źródło      |
| ----------- | ------------- | ---------------- | ------------------- | ---------------- | ---------------- | ---------------- | ---------------- | ---------------- | -------- | ----------- |
| do 66 kg    | Denis Vieru   | N/A              | S. Nurillaev W 10-0 | D. Cargnin P 0-1 | NQ               | NQ               | NQ               | NQ               | NQ       | [ 1 ] [ 2 ] |
| do 73 kg    | Victor Sterpu | N/A              | M. Estrada W 10-0   | T. Butbul P 0-10 | NQ               | NQ               | NQ               | NQ               | NQ       | [ 3 ] [ 4 ] |

### Kajakarstwo

#### Kajakarstwo klasyczne
Mężczyźni
| Konkurencja | Zawodnik           | Eliminacje | Eliminacje | Ćwierćfinał | Ćwierćfinał | Półfinał | Półfinał | Finał    | Finał   | Źródło |
| Konkurencja | Zawodnik           | Czas       | Miejsce    | Czas        | Miejsce     | Czas     | Miejsce  | Czas     | Miejsce | Źródło |
| ----------- | ------------------ | ---------- | ---------- | ----------- | ----------- | -------- | -------- | -------- | ------- | ------ |
| C-1 1000 m  | Siergiej Tarnowski | 4:02,794   | 1.         | N/A         | N/A         | 4:06,635 | 2. FA    | 4:06,069 | brąz    | [ 5 ]  |

Kobiety
| Konkurencja | Zawodniczka                 | Eliminacje | Eliminacje | Ćwierćfinał | Ćwierćfinał | Półfinał | Półfinał | Finał    | Finał   | Źródło |
| Konkurencja | Zawodniczka                 | Czas       | Miejsce    | Czas        | Miejsce     | Czas     | Miejsce  | Czas     | Miejsce | Źródło |
| ----------- | --------------------------- | ---------- | ---------- | ----------- | ----------- | -------- | -------- | -------- | ------- | ------ |
| C-1 200 m   | Daniela Cociu               | 0:48,338   | 2.         | 0:48,594    | 6.          | NQ       | NQ       | NQ       | NQ      | [ 5 ]  |
| C-1 200 m   | Maria Olărașu               | 0:50,607   | 7.         | 0:49,002    | 7.          | NQ       | NQ       | NQ       | NQ      | [ 5 ]  |
| C-2 500 m   | Daniela Cociu Maria Olărașu | 2:06,070   | 4.         | 2:03,434    | 2.          | 2:05,910 | 4. FA    | 2:01,750 | 7.      | [ 5 ]  |

### Lekkoatletyka
Mężczyźni
| Konkurencja    | Zawodnik         | Eliminacje | Eliminacje | Ćwierćfinał | Ćwierćfinał | Półfinał | Półfinał | Finał | Finał   | Źródło |
| Konkurencja    | Zawodnik         | Wynik      | Miejsce    | Wynik       | Miejsce     | Wynik    | Miejsce  | Wynik | Miejsce | Źródło |
| -------------- | ---------------- | ---------- | ---------- | ----------- | ----------- | -------- | -------- | ----- | ------- | ------ |
| rzut młotem    | Serghei Marghiev | 75,94      | 6.         | N/A         | N/A         | N/A      | N/A      | 75,24 | 12.     | [ 6 ]  |
| rzut oszczepem | Andrian Mardare  | 82,70      | 5.         | N/A         | N/A         | N/A      | N/A      | 83,30 | 7.      | [ 7 ]  |

Kobiety
| Konkurencja    | Zawodniczka         | Eliminacje | Eliminacje | Ćwierćfinał | Ćwierćfinał | Półfinał | Półfinał | Finał   | Finał   | Źródło |
| Konkurencja    | Zawodniczka         | Wynik      | Miejsce    | Wynik       | Miejsce     | Wynik    | Miejsce  | Wynik   | Miejsce | Źródło |
| -------------- | ------------------- | ---------- | ---------- | ----------- | ----------- | -------- | -------- | ------- | ------- | ------ |
| maraton        | Lilia Fisikowici    | N/A        | N/A        | N/A         | N/A         | N/A      | N/A      | 2:39:59 | 54.     | [ 8 ]  |
| pchnięcie kulą | Dimitriana Surdu    | 16,55      | 15.        | N/A         | N/A         | N/A      | N/A      | NQ      | NQ      | [ 9 ]  |
| rzut dyskiem   | Alexandra Emilianov | 54,57      | 19.        | N/A         | N/A         | N/A      | N/A      | NQ      | NQ      | [ 10 ] |
| rzut młotem    | Zalina Marghieva    | 69,29      | 9.         | N/A         | N/A         | N/A      | N/A      | NQ      | NQ      | [ 11 ] |

### Łucznictwo
Mężczyźni
| Konkurencja   | Zawodnik  | Runda rankingowa | Runda rankingowa | 1/32             | 1/16             | 1/8              | Ćwierćfinały     | Półfinały        | Finał/BM         | Finał/BM | Źródło        |
| Konkurencja   | Zawodnik  | Wynik            | Rozstawienie     | Przeciwnik Wynik | Przeciwnik Wynik | Przeciwnik Wynik | Przeciwnik Wynik | Przeciwnik Wynik | Przeciwnik Wynik | Pozycja  | Źródło        |
| ------------- | --------- | ---------------- | ---------------- | ---------------- | ---------------- | ---------------- | ---------------- | ---------------- | ---------------- | -------- | ------------- |
| indywidualnie | Dan Olaru | 648              | 49.              | C. Duenas P 0-6  | NQ               | NQ               | NQ               | NQ               | NQ               | NQ       | [ 12 ] [ 13 ] |

Kobiety
| Konkurencja   | Zawodniczka     | Runda rankingowa | Runda rankingowa | 1/32                | 1/16                | 1/8                 | Ćwierćfinały        | Półfinały           | Finał/BM            | Finał/BM | Źródło        |
| Konkurencja   | Zawodniczka     | Wynik            | Rozstawienie     | Przeciwniczka Wynik | Przeciwniczka Wynik | Przeciwniczka Wynik | Przeciwniczka Wynik | Przeciwniczka Wynik | Przeciwniczka Wynik | Pozycja  | Źródło        |
| ------------- | --------------- | ---------------- | ---------------- | ------------------- | ------------------- | ------------------- | ------------------- | ------------------- | ------------------- | -------- | ------------- |
| indywidualnie | Alexandra Mîrca | 627              | 51.              | Y. Xiaolei P 0-6    | NQ                  | NQ                  | NQ                  | NQ                  | NQ                  | NQ       | [ 14 ] [ 15 ] |

Mieszane
| Konkurencja | Zawodnicy                 | Runda rankingowa | Runda rankingowa | 1/8               | Ćwierćfinały      | Półfinały         | Finał/BM          | Finał/BM | Źródło        |
| Konkurencja | Zawodnicy                 | Wynik            | Rozstawienie     | Przeciwnicy Wynik | Przeciwnicy Wynik | Przeciwnicy Wynik | Przeciwnicy Wynik | Pozycja  | Źródło        |
| ----------- | ------------------------- | ---------------- | ---------------- | ----------------- | ----------------- | ----------------- | ----------------- | -------- | ------------- |
| mikst       | Dan Olaru Alexandra Mîrca | 1275             | 22.              | NQ                | NQ                | NQ                | NQ                | NQ       | [ 16 ] [ 17 ] |

### Pływanie
Mężczyźni
| Konkurencja          | Zawodnik      | Eliminacje | Eliminacje | Półfinał | Półfinał | Finał | Finał   | Źródło |
| Konkurencja          | Zawodnik      | Czas       | Miejsce    | Czas     | Miejsce  | Czas  | Miejsce | Źródło |
| -------------------- | ------------- | ---------- | ---------- | -------- | -------- | ----- | ------- | ------ |
| 200 m st. dowolnym   | Alexei Sancov | 1:47,46    | 26.        | NQ       | NQ       | NQ    | NQ      | [ 18 ] |
| 200 m st. motylkowym | Alexei Sancov | 1:57,55    | 26.        | NQ       | NQ       | NQ    | NQ      | [ 19 ] |

Kobiety
| Konkurencja           | Zawodniczka      | Eliminacje | Eliminacje | Półfinał | Półfinał | Finał | Finał   | Źródło        |
| Konkurencja           | Zawodniczka      | Czas       | Miejsce    | Czas     | Miejsce  | Czas  | Miejsce | Źródło        |
| --------------------- | ---------------- | ---------- | ---------- | -------- | -------- | ----- | ------- | ------------- |
| 100 m st. grzbietowym | Tatiana Salcuțan | 1:01,59    | 28.        | NQ       | NQ       | NQ    | NQ      | [ 20 ]        |
| 200 m st. grzbietowym | Tatiana Salcuțan | 2:09,98    | 11.        | 2:10,09  | 11.      | NQ    | NQ      | [ 21 ] [ 22 ] |

### Podnoszenie ciężarów
Mężczyźni
| Konkurencja | Zawodnik   | Rwanie | Rwanie  | Podrzut | Podrzut | Razem  | Pozycja | Źródło |
| Konkurencja | Zawodnik   | Wynik  | Pozycja | Wynik   | Pozycja | Razem  | Pozycja | Źródło |
| ----------- | ---------- | ------ | ------- | ------- | ------- | ------ | ------- | ------ |
| do 73 kg    | Marin Robu | 155 kg | 3.      | 175 kg  | 11.     | 330 kg | 8.      | [ 23 ] |

Kobiety
| Konkurencja | Zawodniczka  | Rwanie | Rwanie  | Podrzut | Podrzut | Razem  | Pozycja | Źródło |
| Konkurencja | Zawodniczka  | Wynik  | Pozycja | Wynik   | Pozycja | Razem  | Pozycja | Źródło |
| ----------- | ------------ | ------ | ------- | ------- | ------- | ------ | ------- | ------ |
| do 87 kg    | Elena Cîlcic | 105 kg | 8.      | 135 kg  | 7.      | 240 kg | 8.      | [ 23 ] |

### Strzelectwo
| Konkurencja           | Zawodnik   | Kwalifikacje | Kwalifikacje | Półfinał | Półfinał | Finał  | Finał   | Źródło |
| Konkurencja           | Zawodnik   | Punkty       | Miejsce      | Punkty   | Miejsce  | Punkty | Miejsce | Źródło |
| --------------------- | ---------- | ------------ | ------------ | -------- | -------- | ------ | ------- | ------ |
| p. pneumatyczny, 10 m | Anna Dulce | 557          | 48.          | N/A      | N/A      | NQ     | NQ      | [ 24 ] |

### Zapasy
Mężczyźni
Styl klasyczny
| Konkurencja | Zawodnik       | 1/8              | Ćwierćfinał            | Półfinał         | Repasaż 1        | Repasaż 2        | Finał/BM           | Finał/BM | Źródło |
| Konkurencja | Zawodnik       | Przeciwnik Wynik | Przeciwnik Wynik       | Przeciwnik Wynik | Przeciwnik Wynik | Przeciwnik Wynik | Przeciwnik Wynik   | Miejsce  | Źródło |
| ----------- | -------------- | ---------------- | ---------------------- | ---------------- | ---------------- | ---------------- | ------------------ | -------- | ------ |
| do 60 kg    | Victor Ciobanu | K. Kamal W 8-0   | Ż. Szarszenbekow W 9-0 | L. Orta P 0-11   | N/A              | N/A              | S. Jemielin P 1-12 | 5.       | [ 25 ] |

Kobiety
| Konkurencja | Zawodniczka       | 1/8                 | Ćwierćfinał         | Półfinał            | Repasaż 1           | Repasaż 2           | Finał/BM            | Finał/BM | Źródło |
| Konkurencja | Zawodniczka       | Przeciwniczka Wynik | Przeciwniczka Wynik | Przeciwniczka Wynik | Przeciwniczka Wynik | Przeciwniczka Wynik | Przeciwniczka Wynik | Miejsce  | Źródło |
| ----------- | ----------------- | ------------------- | ------------------- | ------------------- | ------------------- | ------------------- | ------------------- | -------- | ------ |
| do 57 kg    | Anastasia Nichita | O. Adekuoroye W 8-2 | E. Nikołowa P 3-6   | NQ                  | NQ                  | NQ                  | NQ                  | NQ       | [ 26 ] |